# 哈罗德·约翰逊
哈罗德·H·约翰逊（英語：Harold H. Johnson，1920年1月30日—1999年9月17日），美国NBA联盟前职业篮球运动员。